# Caridina tonkinensis
Caridina tonkinensis är en kräftdjursart som beskrevs av Eugène Louis Bouvier 1919. Caridina tonkinensis ingår i släktet Caridina och familjen Atyidae. Inga underarter finns listade i Catalogue of Life.